# TBJZL
Tobit John Brown (Hackney, 1993. április 8. –), ismertebb nevén TBJZL, angol Youtuber és rapper. Alapítótagja a Sidemen, brit Youtuber-csoportnak.
2019-ben a The Sunday Times a legbefolyásosabb brit online személyiségek listáján a 38. helyre helyezte. YouTube csatornáján több, mint 4,99 millió feliratkozója van több, mint 544 millió megtekintéssel. Zenét Tobi néven ad ki, az első kislemeze, a Destined for Greatness 31. helyig jutott a Brit kislemezlistán.

## Korai évek
Tobit John Brown 1993. április 8-án született Hackneyben (London) egy nigériai származású családba. A St. Dominic's Katolikus Általános Iskolába járt 1997-től 2004-ig, majd a Bexley Grammar Schoolba, ahol megismerkedett a későbbi Sidemen-alapítótag Josh Bradleyvel. Később a Coventry Egyetemen tanult és számítástechnikából szerzett diplomát.

## Karrier
Brown 2011-ben indította el YouTube csatornáját, miután látta Josh Bradely sikerét a videómegosztó weboldalon. Videójátékokról tölt fel videókat, (főleg a FIFA és az NBA 2K játéksorozatokról) illetve futball-kihívásokat és vlogokat.
2013. október 19-én Brown és négy másik brit Youtuber létrehozta az Ultimate Sidemen csoportot (később: Sidemen). 2014 óta hét tagja van a csoportnak: Vikram Barn (Vikkstar123), Joshua Bradley (Zerkaa), Harry Lewis (W2S), Simon Minter (Miniminter), Olajide Olatunji (KSI), Ethan Payne (Behzinga), és Tobi Brown. A csoport különböző témájú videókat tölt fel és a saját termékeiket is árulják.
2019 elején Brown elindította a saját ruházati márkáját, az ILLVZN-t. Májusban közreműködött a New Era Cap céggel, hogy kiadja a saját snapback sapkáját. Szeptemberben a The Sunday Times a legbefolyásosabb brit online személyiségek listáján a 38. helyre helyezte. Decemberbe kiadta a "The Gift" kislemezt a Sidemen többi tagjával, amely a Brit kislemezlistán 77. helyig jutott.
2020. február 7-én adta ki testvéreivel Mannyvel és Janellével a debütáló kislemezét a Destined for Greatness-t. A dal 31. helyig jutott a Brit kislemezlistán. Ezek mellett Új-Zélandon és Skóciában 18. helyen debütált, míg Írországban 33. lett. Szerepelt a KSI által 2020. március 6-án megjelentetett Wake Up Call dal remixén Trippie Reddel és P Money-val.
2022 októberében a Crawley Town csapat tagjaként edzett.

## Magánélete
Brown a Manchester United FC rajongója, és a testvére, Manny által alapított Under The Radar FC-ben játszik. Emellett a kosárlabdát is kedveli, a Boston Celtics a kedvenc csapata. Rasszizmus elleni aktivista, többször is felszólalt a labdarúgáson belül mai napig szereplő rasszizmus ellen, többek közt a Sky Sports News csatornán is.

## Filmográfia
| Év   | Cím                          | Szerep | Csatorna/Platform | Jegyzet              | For.   |
| ---- | ---------------------------- | ------ | ----------------- | -------------------- | ------ |
| 2014 | The Sidemen Experience       | Önmaga | Comedy Central UK | Főszereplő; 5 epizód | [ 24 ] |
| 2018 | The Sidemen Show             | Önmaga | YouTube Premium   | Főszereplő; 7 epizód | [ 25 ] |
| 2020 | Live Show From Lausanne 2020 | Önmaga | Olympic Channel   | 1 epizód             | [ 26 ] |
| 2020 | How to Be Behzinga           | Önmaga | YouTube           | 2 epizód             | [ 27 ] |

## Diszkográfia

### Kislemezek

#### Szólóelőadóként
| Cím                                                                         | Év   | Legmagasabb pozíció     | Legmagasabb pozíció     | Legmagasabb pozíció     | Legmagasabb pozíció     | Legmagasabb pozíció     | Legmagasabb pozíció     | Album                   |
| Cím                                                                         | Év   | UK                      | UK R&B                  | UK Ind.                 | IRE                     | NZ Hot                  | SCO                     | Album                   |
| --------------------------------------------------------------------------- | ---- | ----------------------- | ----------------------- | ----------------------- | ----------------------- | ----------------------- | ----------------------- | ----------------------- |
| Destined for Greatness (a Tobi & Manny tagjaként; Janellé közreműködésével) | 2020 | 31                      | 12                      | 3                       | 33                      | 18                      | 18                      | nem jelent meg albumon  |
| Rhythm and Vibes (a Tobi & Manny tagjaként)                                 | 2021 | 47                      | 16                      | 6                       | 59                      | —                       | —                       | nem jelent meg albumon  |
| Keeper (a Tobi & Manny tagjaként)                                           | 2022 | Még nem jelent meg adat | Még nem jelent meg adat | Még nem jelent meg adat | Még nem jelent meg adat | Még nem jelent meg adat | Még nem jelent meg adat | Még nem jelent meg adat |

#### Közreműködő előadóként
| Cím                                                                      | Év   | Legmagasabb pozíció | Legmagasabb pozíció | Legmagasabb pozíció | Legmagasabb pozíció | Legmagasabb pozíció | Album                  |
| Cím                                                                      | Év   | UK                  | UK R&B              | UK Ind.             | NZ Hot              | SCO                 | Album                  |
| ------------------------------------------------------------------------ | ---- | ------------------- | ------------------- | ------------------- | ------------------- | ------------------- | ---------------------- |
| The Gift (a Sidemen tagjaként, S-X közreműködésével)                     | 2019 | 77                  | 40                  | 11                  | 27                  | 26                  | nem jelent meg albumon |
| Wake Up Call (Yoshi Remix) (KSI, Trippie Reddel, Tobival és P Money-val) | 2020 | —                   | —                   | —                   | —                   | —                   | nem jelent meg albumon |
| This Year (P Money, Silencer és Tobi)                                    | 2021 | —                   | —                   | —                   | —                   | —                   | nem jelent meg albumon |